# جمهورية سلوفينيا الاشتراكية
جمهورية سلوفينيا الاشتراكية (بالسلوفينية: Socialistična republika Slovenija) (بالصربو-كرواتية: Socijalistička Republika Slovenija) كانت واحدة من 6 جمهوريات كونت دولة يوغوسلافيا بعد الحرب العالمية الثانية. تواجدت بأسماء مختلفة من 29 نوفمبر 1945 حتى 25 يونيو 1991. في 1990، بينما كانت الدولة جزء من اتحاد يوغوسلافيا، إلا أن الاتحاد الشيوعي السلوفيني سمح بتكوين أحزاب سياسية أخرى مما أدى إلى تحول الدولة إلى الديمقراطية. الاسم الرسمي للدولة كان سلوفينيا الاتحادية (بالسلوفينية: Federalna Slovenija) حتى 20 فبراير 1946، حين أُعيد تسميتها إلى جمهورية سلوفينيا الشعبية (بالسلوفينية: Ljudska republika Slovenija). احتفظت بهذا الاسم حتى 9 أبريل 1963، وأُعيد تسميتها إلى جمهورية سلوفينيا الاشتراكية. في 8 مارس 1990، أزالت الدولة كلمة «الاشتراكية» من اسم الجمهورية لتصبح جمهورية سلوفينيا فقط، ومع ذلك بقيت ضمن جمهورية يوغوسلافيا الاشتراكية الاتحادية حتى 25 يونيو 1991 حين شرعت القوانين التي منحتها الاستقلال.